# Wiedertäufermandat

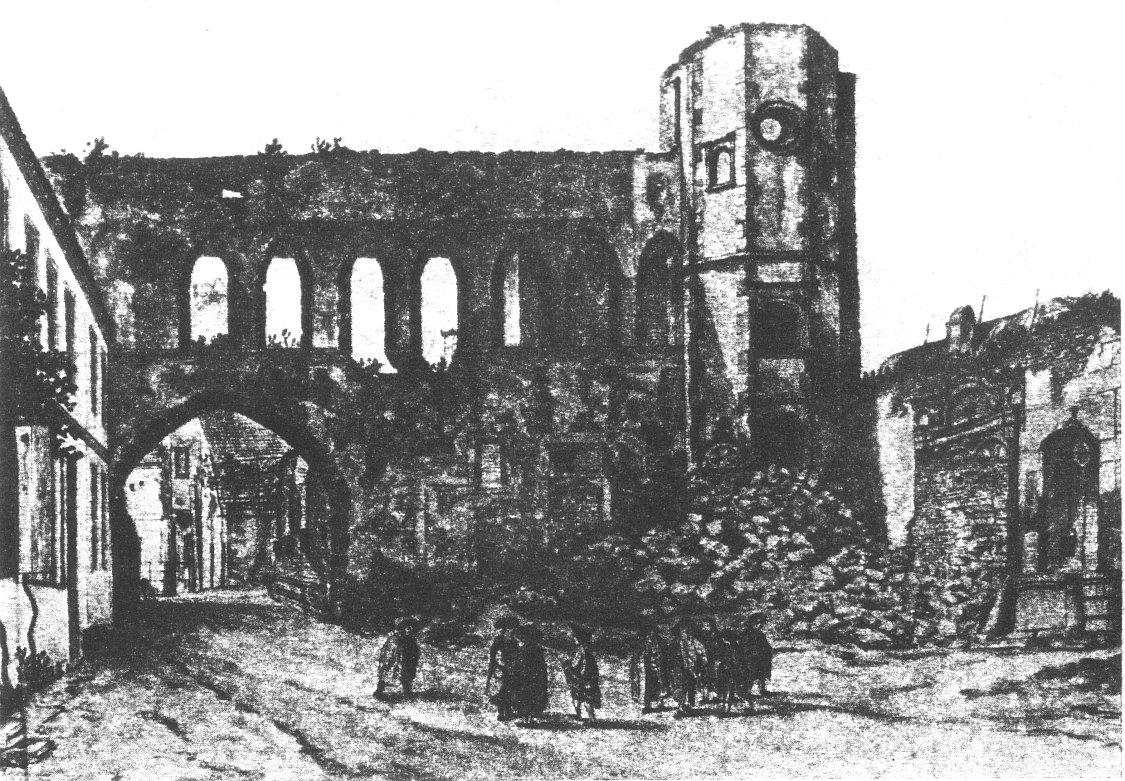
Ruinen des Ratshofes zu Speyer, in dem das Wiedertäufermandat beschlossen wurde

Das sogenannte Wiedertäufermandat, genauer die Konstitution, ist eine Sammlung von Bestimmungen, die 1529 auf dem Reichstag zu Speyer beschlossen wurden, um die Täuferbewegung zu bekämpfen.

## Inhalt
In diesem Mandat verfügte der Reichstag zu Speyer, dass solche, die die Wiedertaufe praktizieren oder an sich vollziehen lassen, seien es Männer oder Frauen, mit dem Tode zu bestrafen sind: Daß alle und jede Widertaeuffer und Widergetauffte, Mann- und Weibs-Personen, verstaendigs Alters, vom natürlichen Leben zum Tod, mit Feuer, Schwerdt, oder dergleichen, nach Gelegenheit der Personen, ohn vorhergehend der geistlichen Richter Inquisition, gericht und gebracht werden. Die Strafe sollte also unabhängig von Verhandlungen vor einem geistlichen Inquisitionsgericht vollzogen werden. Verschont werden sollten aufgrund dieses Mandats nur jene Anhänger der Täuferbewegung, die sich von ihrer „wiedertäuferischen“ Lehre und Praxis öffentlich distanzierten und zu einer Sühneleistung bereit waren. In diesem Fall musste außerdem von einer Ausweisung abgesehen werden, um der Gefahr weiterer täuferischer Aktivitäten in anderen Teilen des Reiches vorzubeugen. Für Anführer der Täufer (Fürprediger, Hauptsacher, Landlauffer und aufrührerische Aufwiegler) durfte es jedoch unter keinen Umständen einen Gnadenerlass geben. Auch sollten Täufer, die nach einem Widerruf ihrer Überzeugungen rückfällig geworden waren, ohne Zögern mit dem Tode bestraft werden. Außerdem verlangte das Mandat die Todesstrafe für Eltern, die ihren neu geborenen Kindern die Säuglingstaufe vorenthielten. In andere Territorien entwichene Täufer waren auch dort der Bestrafung zuzuführen. Beamte, die sich den Anordnungen des Wiedertäufermandats verweigerten, sollten danach in Ungnade fallen und mit schweren Bestrafungen zu rechnen haben.
Damit wurden bisherige lokale Bestimmungen für das Reichsgebiet vereinheitlicht. Man begründete das Wiedertäufermandat mit dem Codex Justinianus, in welchem ebenfalls die sogenannte Wiedertaufe unter Todesstrafe gestellt wurde.

## Vorgeschichte

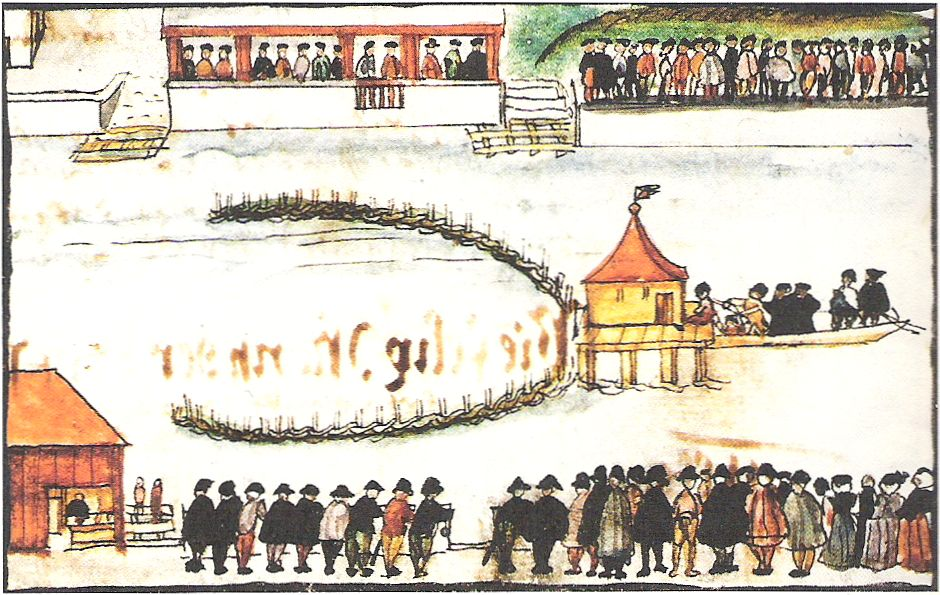
Märtyrertod des Täuferführers Felix Manz

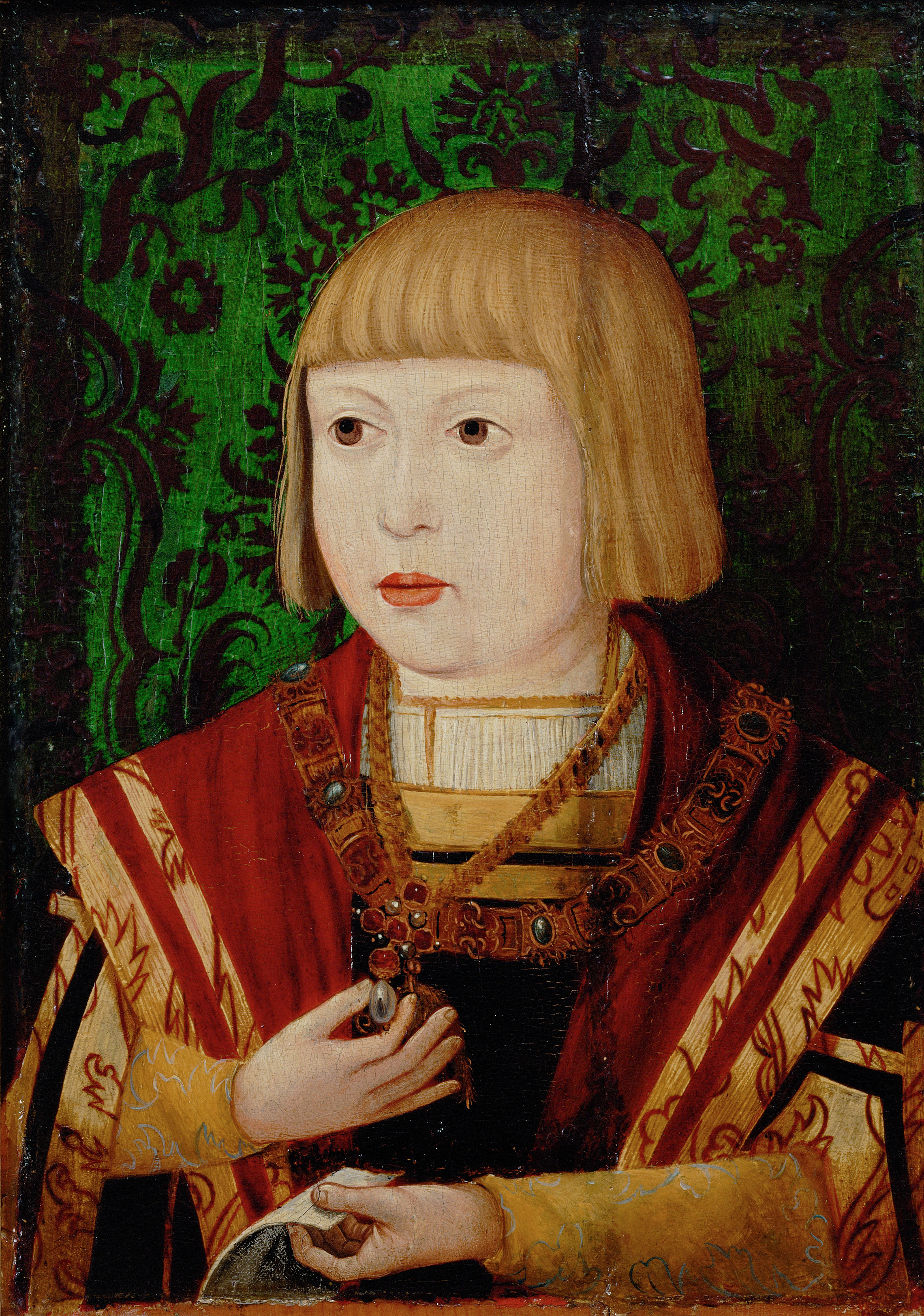
Erzherzog Ferdinand I.

Das speyrische Wiedertäufermandat war nicht das erste antitäuferische Gesetz, sondern wurzelte in einer Reihe von regionalen Mandaten, die bereits vorher erlassen worden waren.

### Mandat von Zürich (1526)
Das erste Mandat gegen die Täufer wurde am 7. März 1526 in Zürich verfügt und am 19. November desselben Jahres durch eine weitere Verordnung ergänzt und verschärft. Nicht allein die Praxis der sogenannten Wiedertaufe wurde hier unter Strafe gestellt, sondern auch die täuferische Predigt. Einer der ersten, die aufgrund dieser Gesetze zum Tode durch Ertränken verurteilt wurde, war der Zürcher Täuferführer Felix Manz. Die Vollstreckung des Urteils erfolgte im Januar 1527.

### Abschiedder Städte Zürich, Bern, St. Gallen (1527)
Der Rat der Stadt Zürich suchte alsbald Bündnisgenossen in seinem Kampf gegen die Täufer. Im Spätsommer 1527 erließ er gemeinsam mit den Schweizer Städten Bern und St. Gallen den sogenannten Abschied wegen der Wiedergetauften. Die Todesstrafe wird hier allerdings nicht allein mit der gelehrten und praktizierten Wiedertaufe begründet, sondern gleichzeitig mit dem aufrührerischen Wesen der Täufer. Andere eidgenössische Städte und Orte schlossen sich dem Abschied an.

### Erlasse des Erzherzogs Ferdinand I. (1527)
Das Aufblühen der Täuferbewegung in Österreich ab 1527, das eng mit Hans Hut verbunden war, führte dazu, dass der Erzherzog Ferdinand I. mit einer Reihe von Mandaten einzugreifen versuchte. Im August 1527 wandte er sich unter Berufung auf das Wormser Edikt gegen die new erschrockenlich unerhört leren der Täufer und drohte deren Vertretern die Todesstrafe an. Im Oktober desselben Jahres forderte ein österreichischer Landeshauptmann aufgrund des herzöglichen Erlasses die Untertanen auf, täuferische Personen und Aktivitäten zwecks Strafverfolgung den zuständigen Behörden anzuzeigen. Im Dezember 1527 erließ Ferdinand I. ein offizielles Mandat gegen die Täufer und begründete dies mit seiner Furcht vor einem khünfftigen aufstandt von der gemain [= Gemeinde] wider all ober- und erbarkeitten. In diesen Zusammenhang gehört auch, dass dem Erzherzog ein Gerichtsurteil über in Steyr gefangen genommene Täufer als zu milde erschien. Er revidierte den richterlichen Beschluss und verfügte die Todesstrafe.

### Kaiserliches Mandat (1528)
Die Erfahrungen und Regelungen in Österreich waren vermutlich die Grundlage des am 4. Januar 1528 durch das Reichsregiment erlassenen kaiserlichen Mandats, das als direkter Vorläufer des sogenannten Wiedertäufermandats angesehen werden kann. Danach war sowohl nach geistlichem als auch nach weltlichem Recht für die Lehre und Praxis der sogenannten Wiedertaufe die Todesstrafe zu fordern. Vor allem wurde den Täufern der Vorwurf gemacht, dass sie den Umsturz und die Abschaffung der weltlichen Obrigkeiten zu ihren Zielsetzungen erklärt hätten. Die Todesstrafe wurde allerdings in den das kaiserliche Mandat abschließenden Durchführungsbestimmungen nicht zur verbindlichen Norm erklärt.

### Verhandlungen auf dem Reichstag in Speyer (1529)
In der Tagesordnung des Reichstags von Speyer 1529 (Speyer II) war das später verabschiedete Wiedertäufermandat zunächst nicht vorgesehen. Erst in einer Intervention des sogenannten Großen Ausschusses tauchte die Forderung auf, ein Gesetz gegen die sogenannten Wiedertäufer zu beschließen. Dagegen erhob sich kein Widerspruch. Sowohl den Altgläubigen als auch den evangelischen Ständen kam diese Forderung – wenn auch aufgrund unterschiedlicher Motive – gelegen. Auch Philipp von Hessen, der ja im Zusammenhang der Täuferverfolgungen als durchaus besonnener und duldsamer Herrscher bekannt geworden ist, stimmte der Forderung nach einer gesetzlichen Grundlage für die reichsweite Ausrottung der Täuferbewegung ausdrücklich zu.